# Helianthemum nummularium

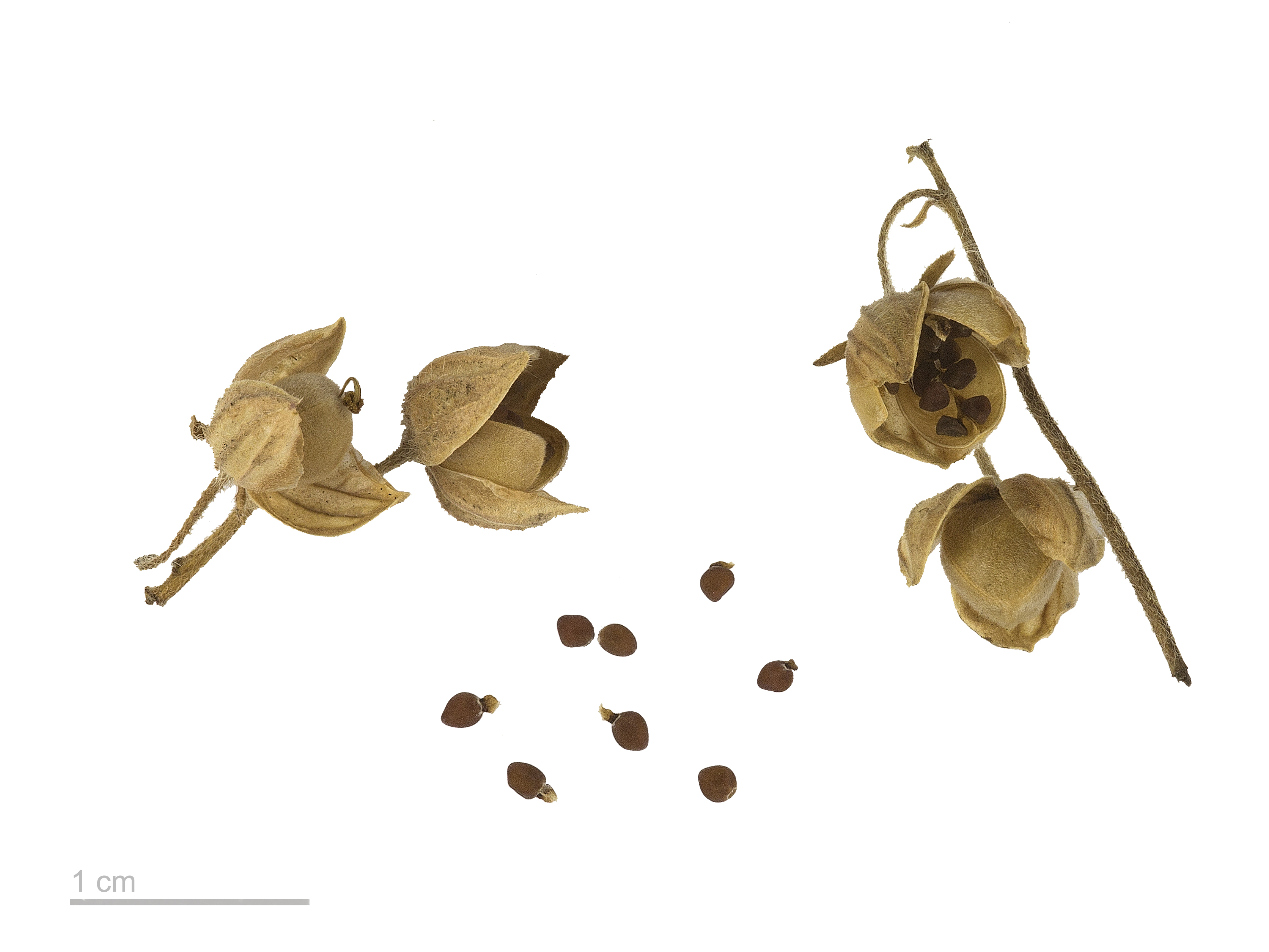
Helianthemum nummularium

L'eliantemo maggiore (Helianthemum nummularium (L.) Mill., 1768) è una piccola pianta erbacea perenne dai fragili fiori gialli appartenente alla famiglia delle Cistacee.

## Etimologia
L'etimologia del nome del genere è abbastanza intuitiva ed è formata da due semplici parole: hèlios (= sole) e ànthos (= fiore) indicando così la breve durata di un solo giorno dei fiori di questo genere, oppure (secondo altre etimologie) indica il fatto che questi fiori vogliono le zone soleggiate. L'epiteto specifico (nummularium) può essere stato suggerito dai petali dal colore dorato e dalla superficie spiegazzata.

Il nome originario di questa specie chamaecistus (poi cambiato in nummularium) venne coniato dai primi botanici dei secoli XV e XVI e significa cisto che cresce vicino alla terra; nome consolidato poi dal botanico giardiniere Philip Miller nel 1768.
Il binomio scientifico definitivo (Helianthemum nummularium) della pianta di questa scheda è stato definito da Carl von Linné (Rashult, 23 maggio 1707 – Uppsala, 10 gennaio 1778) biologo e scrittore svedese, considerato il padre della moderna classificazione scientifica degli organismi viventi e dal già citato botanico scozzese Philip Miller (Chelsea, 1691 – Chelsea, 1771) in una pubblicazione del 1768.

In lingua tedesca questa pianta (la sottospecie nummularium) si chiama Gewöhnliches Sonnenröschen; in francese si chiama Hélianthème nummulaire; in inglese si chiama Common Rock-rose.

## Descrizione

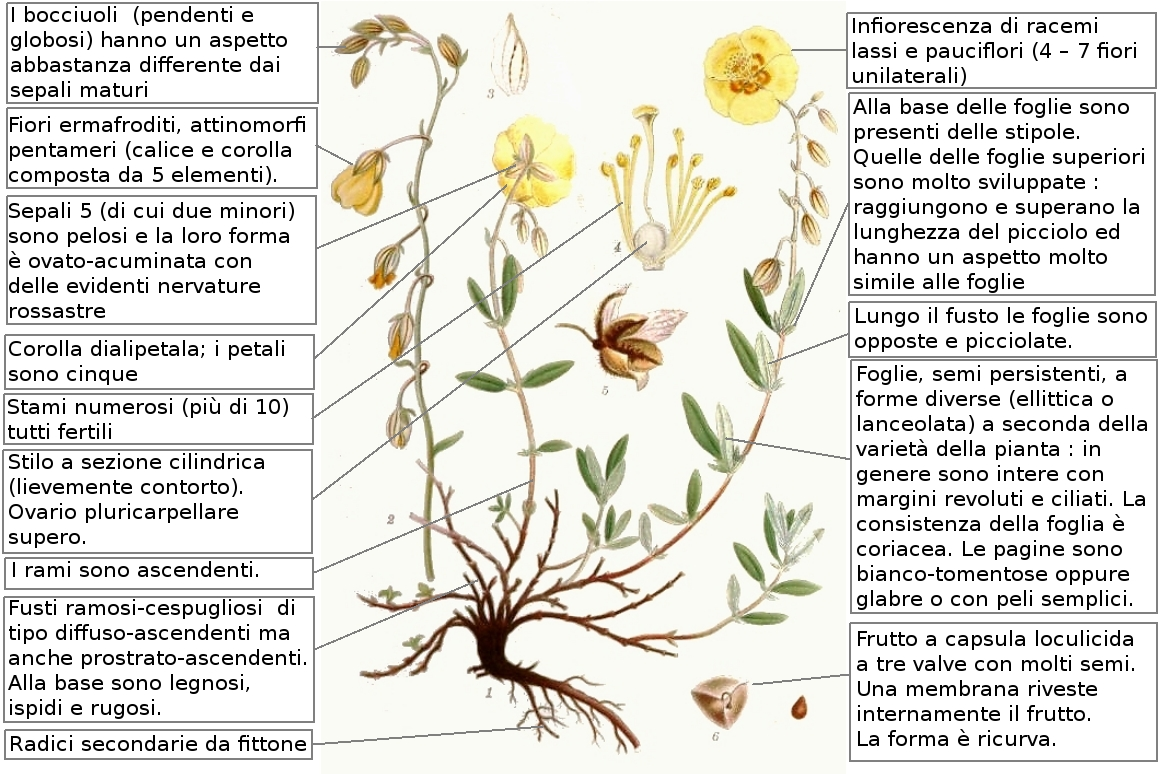
Descrizione delle parti della pianta

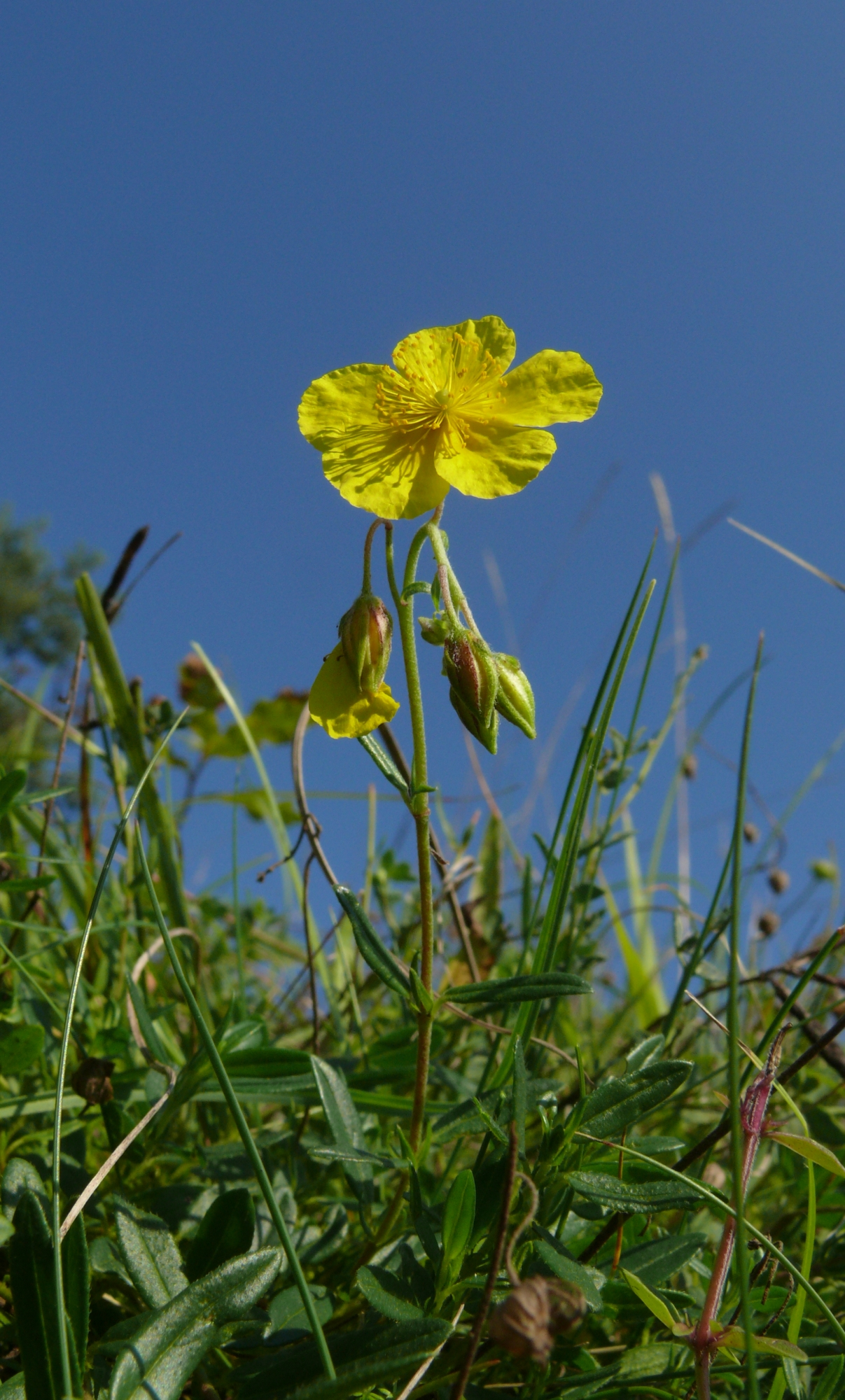
Il portamento (subsp. obscurum)

È una pianta erbacea-suffrutice sempreverde a carattere peloso (addirittura tomentoso) di altezza variabile fra i 5 e i 50 cm. La forma biologica è camefita suffruticosa (Ch suffr), ossia sono piante perenni e legnose alla base, con gemme svernanti poste ad un'altezza dal suolo tra i 2 ed i 30 cm. Le porzioni erbacee si seccano annualmente e rimangono in vita soltanto le parti legnose.

### Radici
Le radici sono secondarie da fittone.

### Fusto
I fusti sono ramosi-cespugliosi di tipo diffuso-ascendenti ma anche prostrato-ascendenti. Alla base sono quasi legnosi, ispidi e rugosi. I rami sono ascendenti.

### Foglie

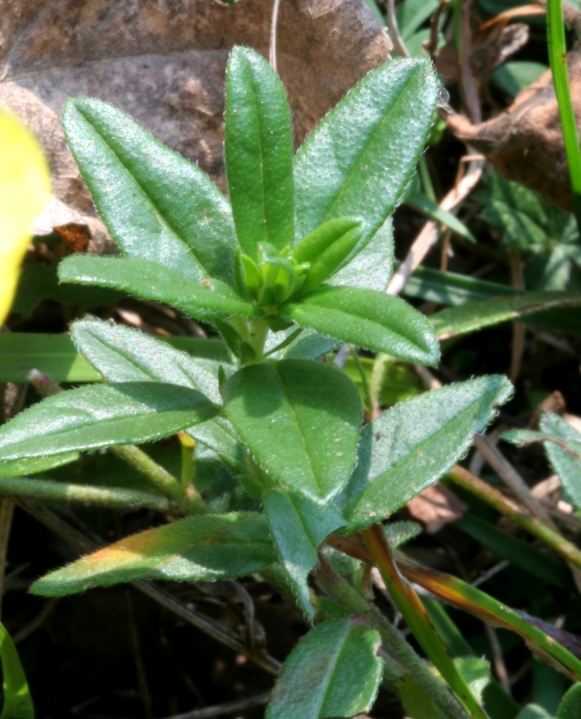
Le foglie (subsp. obscurum)
Località: Barp (BL), 700 m s.l.m. - 14/10/2007

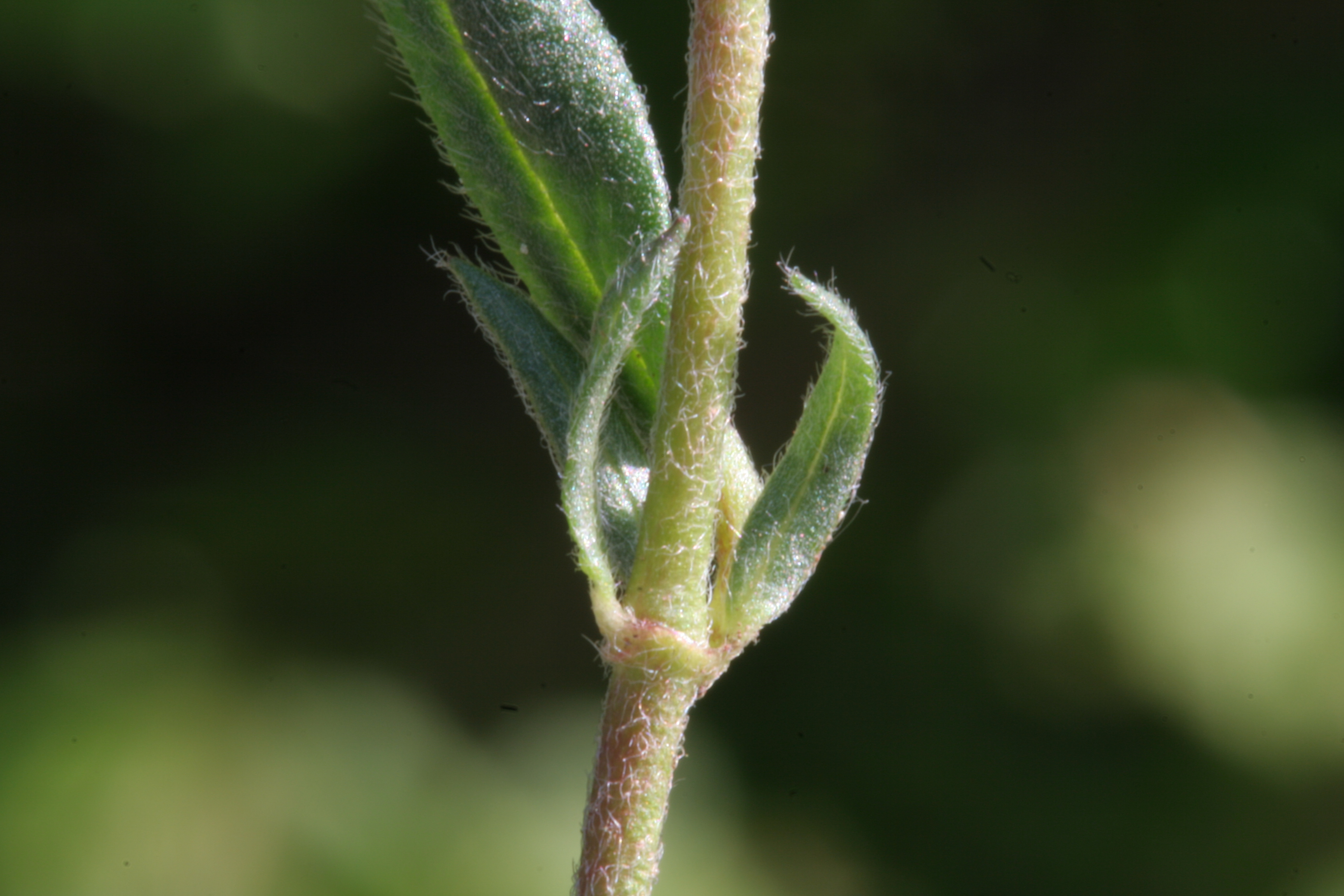
Le stipole (subsp. obscurum)
Località: Villa Prima, Limana (BL), 350 m s.l.m. - 7/5/2009

Le foglie, semi persistenti, hanno delle forme diverse (ellittica o lanceolata) a seconda della varietà della pianta: in genere sono intere con margini revoluti e ciliati. La consistenza della foglia è coriacea. Il colore è verde su entrambe le pagine con superficie bianco-tomentosa oppure glabra o con peli semplici. Lungo il fusto le foglie sono opposte e picciolate. Alla base delle foglie sono presenti delle stipole. Quelle delle foglie superiori sono molto sviluppate: raggiungono e superano la lunghezza del picciolo ed hanno un aspetto molto simile alle foglie. Dimensioni delle foglie maggiori: 20 – 35 mm. Lunghezza del picciolo : 2 – 4 mm. Dimensione delle stipole: larghezza 1 – 2 mm; lunghezza 6 – 10 mm.

### Infiorescenza

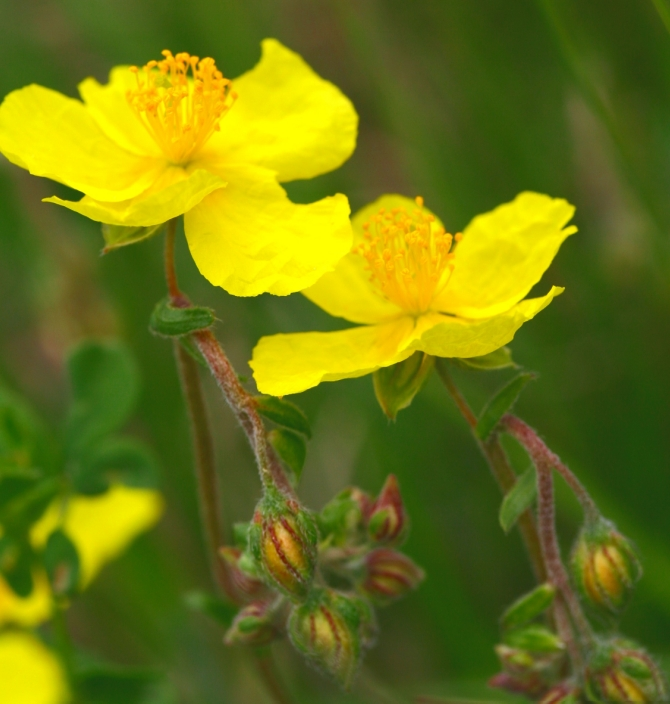
Infiorescenza (subsp. obscurum)
Località: Visome (BL), 350 m s.l.m. - 2/5/2007

L'infiorescenza si compone di racemi lassi e pauciflori (4 – 7 fiori perlopiù unilaterali; ma a volte si possono trovare infiorescenze composte da copie di fiori). I fiori sono di colore giallo-intenso (ma anche, se non frequentemente, rosei o bianchi) ed hanno dei peduncoli incurvati e ben sviluppati.

### Fiore

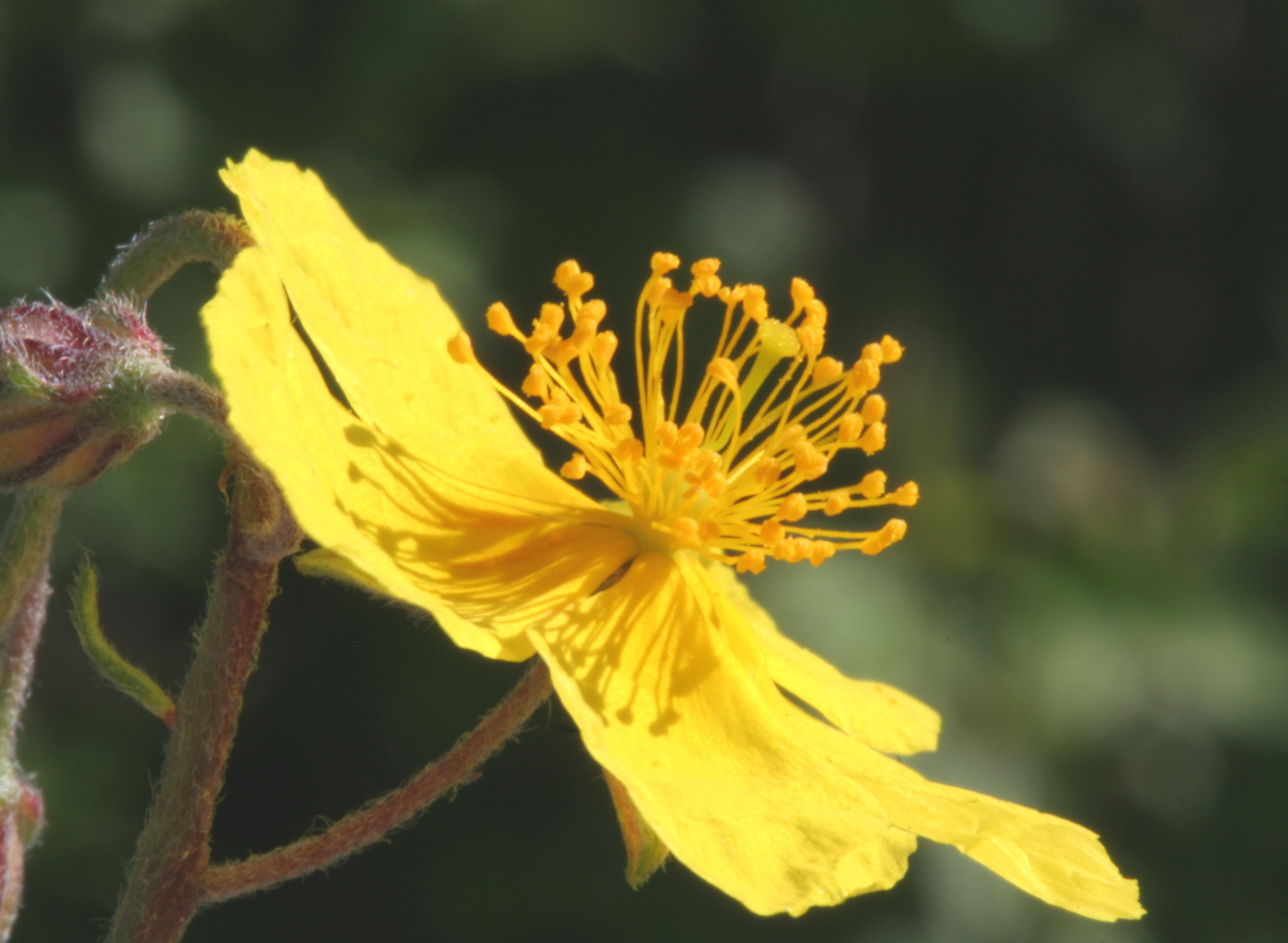
Stami e stilo (subsp. obscurum)
Località: Villa Prima, Limana (BL), 350 m s.l.m. - 7/5/2009

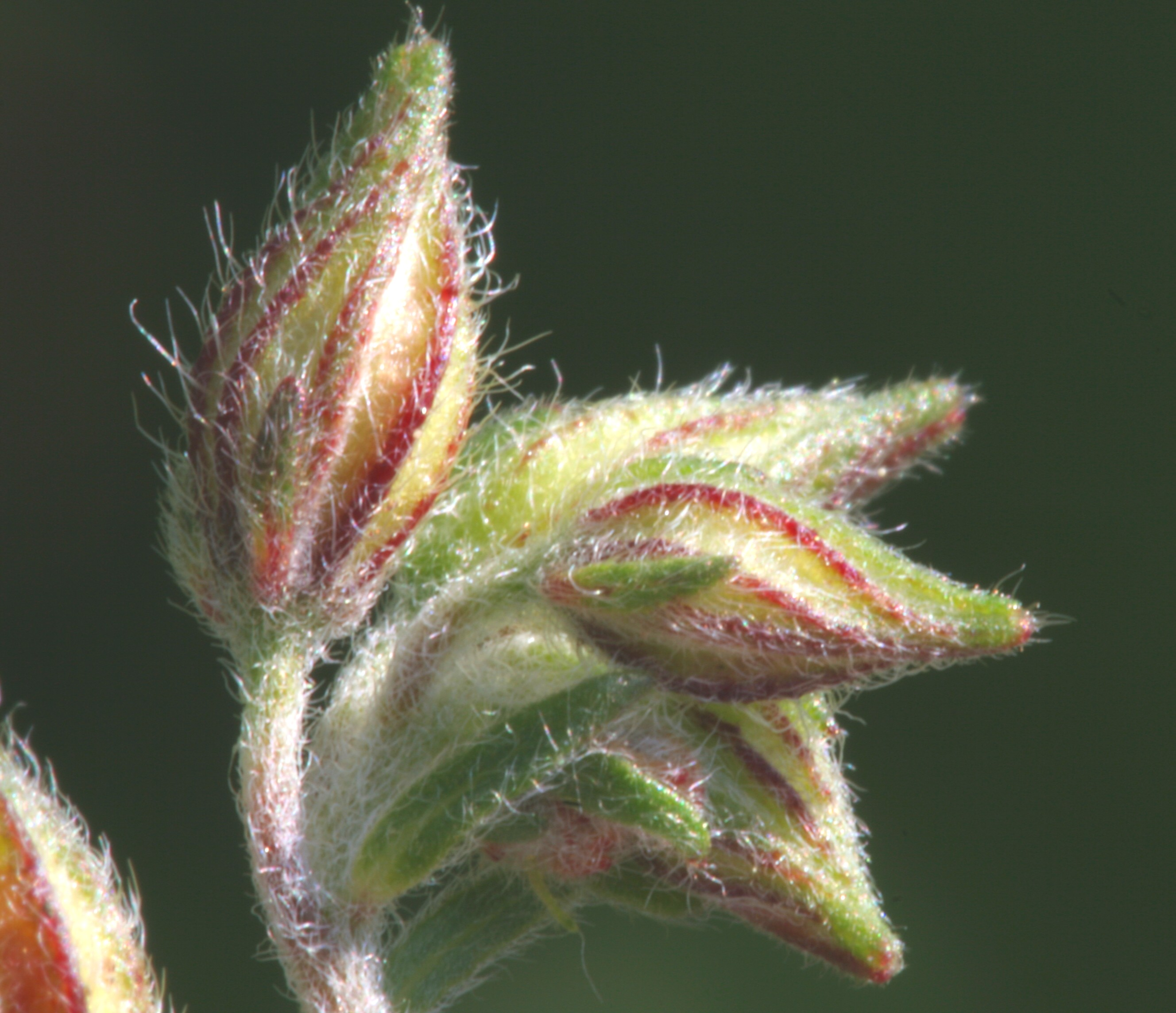
Boccioli (subsp. obscurum)
Località: Villa Prima, Limana (BL), 350 m s.l.m. - 7/5/2009

I fiori sono ermafroditi e attinomorfi; sono pentameri (calice e corolla composta da 5 elementi). I boccioli (pendenti e globosi) hanno un aspetto abbastanza differente dai sepali maturi.
- Formula fiorale:

* K 5, C 5, A molti, G (3) (supero)

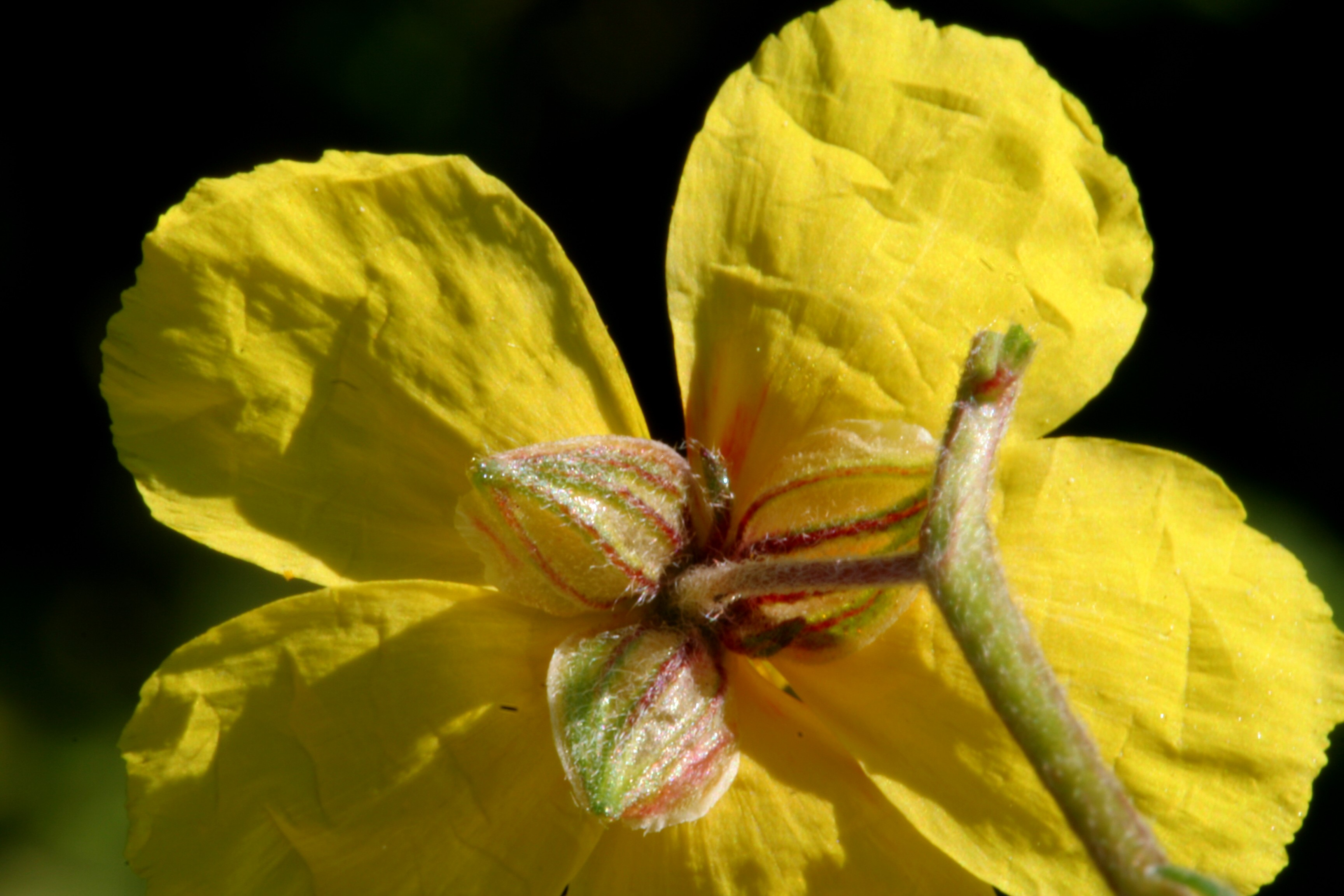
Il calice (subsp. obscurum)
Località: Villa Prima, Limana (BL), 350 m s.l.m. - 7/5/2009

- Calice: i sepali sono cinque (di cui due minori) e sono persistenti; non hanno delle setole patenti come in altre specie dello stesso genere (ma sono comunque pelosi) e la loro forma è ovato-acuminata con delle evidenti nervature rossastre. Si dividono in due esterni e tre interni. Quelli esterni sono più lineari e lunghi la metà di quelli interni.
- Corolla: la corolla è dialipetala; i petali sono cinque e sono più lunghi del calice; sono facilmente caduchi. La forma è spatolata ma anche cuoriforme (o forme intermedie), mentre la superficie è spiegazzata.
- Androceo: gli stami sono numerosi (più di 10) tutti fertili (ossia con le antere) e liberi; le antere sono colorate di giallo.
- Gineceo: lo stilo è a sezione cilindrica (esile, lievemente contorto a “S” e ginocchiato alla base e mediamente lungo, e si allarga a cono verso lo stimma) e si trova su un l'ovario pluricarpellare (a 3 carpelli) che è supero e libero e uniloculare (parzialmente può essere considerato triloculare). Gli ovuli sono ortotropici (in posizione eretta) e gli embrioni sono ripiegati una o due volte su se stessi.
- Fioritura: da maggio ad agosto; anche se i singoli fiori sono di breve durata, una pianta può produrre diversi fiori durante tutta l'estate.
- Impollinazione: l'impollinazione è entomofila anche se mancano i nettari (comunque i fiori sono ricchi di polline).

### Frutti
Il frutto è una capsula loculicida a tre valve con molti semi. Una membrana riveste internamente il frutto. La forma è ricurva. I semi sono provvisti di albume amilaceo. Lunghezza della capsula 6 – 9 mm.

### Distribuzione e habitat
- Geoelemento: il tipo corologico (area di origine) è Europeo - Caucasico.
- Distribuzione: è una pianta diffusa comunemente in tutte le località selvatiche della penisola (isole comprese) ma escluse le pianure alluvionali tipo la Pianura Padana. È comune in Europa, nell'Africa settentrionale e in Asia minore.
- Habitat: l'habitat tipico sono i prati aridi, le sabbie e le rupi su substrato calcareo.
- Distribuzione altitudinale: sui rilievi queste piante si possono trovare fino a 2500 m s.l.m.; frequentano quindi i seguenti piani vegetazionali: collinare, montano e subalpino.

## Tassonomia
Sono note le seguenti sottospecie:

### Sottospecieberteroanum
Helianthemum nummularium (L.) Mill. subsp. berteroanum (Bertol.) Breistr. (1947)
- Morfologia
  - Fusto: l'altezza della pianta va da 15 a 30 cm.
  - Foglie: le foglie sono 4 – 5 volte più lunghe che larghe e la forma è ellittica o oblanceolata; la pagina superiore è sparsamente tomentosa, quella inferiore è densamente tomentosa.
  - Fiori: la dimensione dei fiori varia da 18 a 24 mm.
  - Corolla: i petali sono lunghi 10 mm e il colore è rosa (raramente bianco).
  - Fioritura: la fioritura va maggio ad agosto
- Diffusione e habitat
  - Geoelemento: il tipo corologico (area di origine) è Ovest Alpico - Appenninico.
  - Distribuzione: queste piante si trovano dal Piemonte meridionale fino all'Appennini Emiliani, compresa la Sardegna. Sull'arco alpino si trovano unicamente nella provincia di Cuneo. Fuori dall'Italia si trova nel sud-est della Francia.
  - Habitat: il loro habitat è comune con quello degli ulivi; ma anche rupi, ripari sotto roccia, luoghi pietrosi e praterie rase dal piano collinare a quello montano. Il substrato preferito è sia calcareo che calcareo-siliceo con pH basico del terreno a basso valore nutrizionale e molto arido.
  - Distribuzione altitudinale: dal piano fino a 800 m s.l.m. (piano vegetazionale collinare e in parte montano).
- Fitosociologia

Formazione : comunità a emicriptofite e camefite delle praterie rase magre secche
Classe : Festuco-Brometea

### Sottospecieglabrum
Helianthemum nummularium (L.) Mill. subsp. glabrum (Koch) Wilczek (1922)
- Morfologia
  - Fusto: l'altezza della pianta va da 20 a 30 cm.
  - Foglie: la lamina delle foglie misura 2 – 10 mm in larghezza e 10 – 23 mm in lunghezza (quindi da 1,5 a 4 volte più lunghe che larghe) ed ha una forma ellittica. La superficie è glabra; è pelosa (ma scarsamente) solo sui bordi e sul nervo mediano.
  - Fiori: la dimensione dei fiori varia da 20 a 30 mm.
  - Calice: i sepali interni misurano 7 – 10 mm.
  - Corolla: i petali sono gialli e sono lunghi da 10 a 15 mm.
  - Fioritura: da maggio ad agosto.
- Diffusione e habitat
  - Geoelemento: il tipo corologico (area di origine) è Sud - Europeo.
  - Distribuzione: si trova, ma raramente, sulle Alpi (nelle seguenti province: Cuneo, Brescia e Sondrio) e Appennini (Faentino, Abruzzo e Basilicata). Sui rilievi fuori dall'Italia si trova nei Vosgi e nei Carpazi e in genere nell'Europa centrale e meridionale.
  - Habitat: l'habitat per questa sottospecie sono le rupi, i ripari sotto roccia, i luoghi pietrosi e le praterie rase dal piano collinare a quello subalpino. Il substrato preferito è sia calcareo che calcareo-siliceo con pH basico-neutro del terreno a basso valore nutrizionale e secco.
  - Distribuzione altitudinale: dal piano fino a 1500 m s.l.m. (piano vegetazionale collinare, montano e subalpino).
- Fitosociologia

Formazione : comunità delle praterie rase dei piani subalpino e alpino con dominanza di emicriptofite
Classe : Elyno-Seslerietea variae
Ordine : Seslerietalia variae
Alleanza : Seslerion variae

### Sottospeciegrandiflorum
Helianthemum nummularium (L.) Mill. subsp. grandiflorum (Scop.) Schinz & Thell. (1914)
- Morfologia
  - Fusto: l'altezza della pianta va da 10 a 30 cm.
  - Foglie: la lamina delle foglie è strettamente ellittica; la dimensione delle più grandi è: larghezza 5 – 7 mm; lunghezza 17 – 22 mm, quindi sono 3 – 4 volte più lunghe che larghe; la tomentosità è scarsa sulla pagina superiore (ma più accentuata sulle nervature), e densa su quella inferiore.
  - Fiori: la dimensione dei fiori varia da 20 a 30 mm.
  - Calice: la dimensione dei sepali interni è di 7 – 10 mm.
  - Corolla: il colore dei petali è giallo e la forma è obcordata; dimensione dei petali: larghezza 10 – 12 mm, lunghezza 12 – 15 mm (massimo 18 mm).
  - Fioritura: da maggio ad agosto.
- Diffusione e habitat
  - Geoelemento: il tipo corologico (area di origine) è Orofita - Sud Europeo.
  - Distribuzione: si trova sulle Alpi (esclusa la provincia Vercelli) e Appennini (Lazio, Faentino, Abruzzo e Pollino). Sui rilievi fuori dall'Italia si trova nei Pirenei, Massiccio Centrale, Massiccio del Giura, Vosgi, Carpazi, Alpi Dinariche e Monti Balcani e in genere nell'Europa centrale e meridionale.
  - Habitat: questa sottospecie si trova facilmente sui pascoli subalpini e alpini; ma anche nei campi solcati. Il substrato preferito è sia calcareo che siliceo con pH neutro e terreno a basso valore nutrizionale e secco.
  - Distribuzione altitudinale: da 1500 fino a 2500 m s.l.m. (piano vegetazionale subalpino e alpino).
- Fitosociologia

Formazione : comunità delle praterie rase dei piani subalpino e alpino con dominanza di emicriptofite
Classe : Elyno-Seslerietea variae

### Sottospecielycaonicum
Helianthemum nummularium subsp. lycaonicum Coode & Cullen

### Sottospecienummularium
Helianthemum nummularium subsp. nummularium
- Morfologia
  - Fusto: l'altezza della pianta va da 15 a 30 cm.
  - Foglie: le foglie hanno la lamina a forma lineare-lanceolata; quelle maggiori misurano: larghezza 3 mm, lunghezza 35 mm (sono quindi 10 – 12 volte più lunghe che larghe); la tomentosità è scarsa sulla pagina superiore, ma densa su quella inferiore.
  - Fiori: la dimensione dei fiori varia da 16 a 24 mm.
  - Calice: la dimensione dei sepali interni è di 5 – 8 mm.
  - Corolla: il colore dei petali è giallo, ma può essere anche roseo o bianco (in questo caso i petali hanno delle macchie gialle alla base); dimensione dei petali : 8 – 12 mm.
  - Fioritura: da maggio ad agosto.
- Diffusione e habitat
  - Geoelemento: il tipo corologico (area di origine) è Sud Europeo, ma anche Sud Ovest Asiatico
  - Distribuzione: in Italia si trova soprattutto al nord (Veneto, Piemonte, Emilia e Toscana). Sull'arco alpino è presente nelle seguenti province: CN, TO, AO, VC, NO, CO e BS). Sui rilievi fuori dall'Italia si trova nei Pirenei, Massiccio Centrale, Massiccio del Giura, Vosgi, Carpazi e Monti Balcani.
  - Habitat: è una sottospecie che frequenta le praterie rase del piano collinare e montano, ma anche luoghi pietrosi; il substrato preferito è sia calcareo che calcareo-siliceo con pH neutro e terreno a basso valore nutrizionale e quasi arido.
  - Distribuzione altitudinale: dal piano fino a 800 m s.l.m. (piano vegetazionale collinare e montano).
- Fitosociologia

Formazione : comunità a emicriptofite e camefite delle praterie rase magre secche
Classe : Festuco-Brometea

### Sottospecieobscurum
Helianthemum nummularium (L.) Mill. subsp. obscurum (Celak) Holub. (1964)
- Morfologia
  - Fusto: l'altezza della pianta va da 15 a 40 cm.
  - Foglie: le foglie hanno la lamina strettamente ellittica; le foglie maggiori hanno le seguenti dimensioni: larghezza 4 – 5 mm, lunghezza 20 – 25 mm (sono quindi 4 – 5 volte più lunghe che larghe); la tomentosità è scarsa sulla pagina superiore, ma densa su quella inferiore.
  - Fiori: la dimensione dei fiori varia da 16 a 24 mm.
  - Calice: la dimensione dei sepali interni è di 5 – 8 mm.
  - Corolla: il colore dei petali è giallo con le seguenti dimensioni: larghezza 11 – 13 mm, lunghezza 10 – 11 mm (misura minima = 8 mm; misura massima = 12 mm).
  - Fioritura: da maggio ad agosto.
- Diffusione e habitat
  - Geoelemento: il tipo corologico (area di origine) è Europeo.
  - Distribuzione: questa sottospecie è il tipo più comune e si trova sulle Alpi (su tutto l'arco alpino) e sugli Appennini. Sui rilievi fuori dall'Italia si trova nel Massiccio del Giura, Foresta Nera, Vosgi e Carpazi e in genere nell'Europa orientale.
  - Habitat: l'habitat tipico sono i prati aridi steppici sub-mediterranei; mentre sui rilievi si trova nelle praterie rase e pascoli aridi del piano collinare e montano, ma anche in luoghi pietrosi. Il substrato preferito è sia calcareo che siliceo con pH basico-neutro e terreno a basso valore nutrizionale e secco.
  - Distribuzione altitudinale: dal piano fino a 1500 m s.l.m.; questa sottospecie frequenta i seguenti piani vegetazionali: collinare e montano).
- Fitosociologia

Formazione : comunità a emicriptofite e camefite delle praterie rase magre secche
Classe : Festuco-Brometea

### Sottospeciepyrenaicum
Helianthemum nummularium subsp.  pyrenaicum (Janch.) Schinz & Thell.

### Sottospeciesemiglabrum
Helianthemum nummularium (L.) Mill. subsp. semiglabrum (Badaro) Proctor. (1968)
- Morfologia
  - Fusto: l'altezza della pianta va da 15 a 30 cm.
  - Foglie: la lamina delle foglie misura 2 – 10 mm in larghezza e 10 – 23 mm in lunghezza (quindi da 1,5 a 4 volte più lunghe che larghe) ed ha una forma ellittica. La superficie è glabra; è pelosa (ma scarsamente) solo sui bordi e sul nervo mediano; un po' più pelosa è sulla pagina inferiore e lungo il fusto.
  - Fiori: la dimensione dei fiori varia da 18 a 24 mm.
  - Calice: la dimensione dei sepali interni è di 5 – 8 mm.
  - Corolla: il colore dei petali è roseo (ma qualche volta può essere anche giallo); dimensione dei petali : 10 mm.
  - Fioritura: da maggio ad agosto.
- Diffusione e habitat
  - Geoelemento: il tipo corologico (area di origine) è Ovest Alpico - Appenninico.
  - Distribuzione: queste piante si trovano dal Piemonte meridionale fino all'Appennini Abruzzesi. Sull'arco alpino si trovano unicamente nella provincia di Cuneo. Fuori dall'Italia si trovano nel sud-est della Francia.
  - Habitat: il loro habitat è comune con quello degli ulivi; ma anche rupi, ripari sotto roccia, luoghi pietrosi e praterie rase dal piano collinare a quello montano. Il substrato preferito è sia calcareo che calcareo-siliceo con pH basico del terreno a basso valore nutrizionale e molto arido.
  - Distribuzione altitudinale: dal piano fino a 800 m s.l.m. (piano vegetazionale collinare e in parte montano).
- Fitosociologia

Formazione : comunità a emicriptofite e camefite delle praterie rase magre secche
Classe : Festuco-Brometea

### Sottospecietomentosum
Helianthemum nummularium (L.) Mill. subsp. tomentosum (Scop.) Sch. & Th. (1914)
- Morfologia
  - Fusto: l'altezza della pianta va da 10 a 30 cm.
  - Foglie: le foglie hanno la lamina strettamente ellittica; le foglie maggiori hanno le seguenti dimensioni: larghezza 5 – 15 mm, lunghezza 15 – 40 mm (sono quindi 3 – 4 volte più lunghe che larghe); la tomentosità è sulla pagina superiore, ma è soprattutto densa su quella inferiore.
- Diffusione e habitat
  - Fiori: la dimensione dei fiori varia da 20 a 30 mm.
  - Calice: la dimensione dei sepali interni è di 7 – 10 mm.
  - Corolla: il colore dei petali è giallo con le seguenti dimensioni: larghezza 9 – 14 mm, lunghezza 10 – 15 mm
  - Fioritura: da maggio ad agosto.
  - Geoelemento: il tipo corologico (area di origine) è Orofita - Sud Europeo.
  - Distribuzione: è abbastanza comune su tutto il territorio italiano. Sull'arco alpino si trova nelle seguenti province: CN, AO, NO, CO, BS, TN, BZ e BL. Sui rilievi fuori dall'Italia si trova sui Pirenei, Carpazi e Monti Balcani e in genere si trovano nell'Europa meridionale.
  - Habitat: l'habitat tipico sono le praterie rase e pascoli alpini dal piano collinare fino a quello subalpino, i luoghi rocciosi; ma questi fiori possono trovarsi anche su lave sub-acide; Il substrato preferito è sia calcareo che calcareo-siliceo con pH neutro del terreno a basso valore nutrizionale e secco.
  - Distribuzione altitudinale: dal piano fino a 2000 m s.l.m. (piano vegetazionale collinare, montano e subalpino).
- Fitosociologia

Formazione : comunità a emicriptofite e camefite delle praterie rase magre secche
Classe : Festuco-Brometea

### Ibridi
Nell'elenco che segue sono indicati alcuni ibridi interspecifici:
- Helianthemum × digeneum Rouy & Foucaud in Rouy (1895) – Ibrido fra: H. hirtum subsp. hirtum e H. nummularium subsp. nummularium
- Helianthemum × kerneri Gottlieb & Janchen (1908) – Ibrido fra: H. grandiflorum subsp. grandiflorum e H. nummularium subsp.nummularium
- Helianthemum × sulphureum Willd. ex Schlecht. (1813) – Ibrido fra: H. apenninum subsp. apenninum e H. nummularium subsp. nummularium

Sono possibili inoltre ibridi tra le sottospecie, in particolare tra la subsp. nummularium e la subsp. berterianum.

### Sinonimi
La specie di questa scheda ha avuto nel tempo diverse nomenclature. L'elenco che segue indica alcuni tra i sinonimi più frequenti:
- Cistus grandiflorus Scop. (1771) (basionimo per la subsp. grandiflorum)
- Cistus nummularius L. (1753) (basionimo per subsp. nummularium)
- Cistus tomentosus Scop. (1769) (basionimo per subsp. tomentosum)
- Helianthemum acuminatum Pers. (sinonimo = subsp. semiglabrum)
- Helianthemum angustipetalum Cadevall (1906) (sinonimo = subsp. nummularium)
- Helianthemum arcticum (Guss.) Juz. (sinonimo = subsp. nummularium)
- Helianthemum barrelieri Ten. (1811) (sinonimo = subsp. nummularium)
- Helianthemum berteroanum Bertol. (1844) (basionimo per la subsp. berterianum)
- Helianthemum chamaecistus Miller (1768)
- Helianthemum chamaecistus Miller subsp. chamaecistus (sinonimo = subsp. nummularium)
- Helianthemum chamaecistus Miller subsp. hirsutum (Vollm.) Weim.
- Helianthemum chamaecistus Miller subsp. nummularium (L.) Grosser (1903) (sinonimo = subsp. nummularium)
- Helianthemum chamaecistus Miller subsp. obscurum Celak (1875) (basionimo per subsp. obscurum)
- Helianthemum chamaecistus Miller subsp. tomentosum (Scop.) Celak. (1875) (sinonimo = subsp. nummularium)
- Helianthemum chamaecistus Miller subsp. vulgare (Gaertner) Coutinho (1913) (sinonimo = subsp. nummularium)
- Helianthemum germanicum Miller (1768) (sinonimo = subsp. nummularium)
- Helianthemum glabrum (sinonimo = subsp. glabrum)
- Helianthemum grandiflorum (Scop.) Lam. (sinonimo = subsp. grandiflorum)
- Helianthemum grandiflorum (Scop.) Lam. subsp. glabrum (sinonimo = subsp. glabrum)
- Helianthemum graecum Boiss. & Heldr. in Boiss. (1853) (sinonimo = subsp. nummularium)
- Helianthemum hirsutum (Thuill.) Mérat (sinonimo = subsp. obscurum)
- Helianthemum morisianum Bertol. (sinonimo = subsp. berterianum)
- Helianthemum nitidum Clementi (sinonimo = subsp. glabrum)
- Helianthemum obscurum Pers. (sinonimo = subsp. obscurum)
- Helianthemum ovatum (Viv.) Dunal (sinonimo = subsp. obscurum)
- Helianthemum ovatum (Viv.) Dunal subsp. grandiflorum (Scop.) Hayek (sinonimo = subsp. grandiflorum)
- Helianthemum ovatum (Viv.) Dunal subsp. glabrum (sinonimo = subsp. glabrum)
- Helianthemum ovatum (Viv.) Dunal subsp. hirsutum Hayek (sinonimo = subsp. obscurum)
- Helianthemum ovatum (Viv.) Dunal subsp. littorale (sinonimo = subsp. obscurum)
- Helianthemum ovatum (Viv.) Dunal subsp. ovatum (sinonimo = subsp. obscurum)
- Helianthemum pyrenaicum Janchen (1909) (sinonimo = var. roseum)
- Helianthemum sampsuchifolium Miller (1768) (sinonimo = subsp. nummularium)
- Helianthemum semiglabrum Badarò (1826) (basionimo per la subsp. semiglabrum)
- Helianthemum serpyllifolium Mill. (sinonimo = subsp. glabrum)
- Helianthemum tomentosum (Scop.) Gray (1821) (sinonimo = subsp. tomentosum)
- Helianthemum variabile Spach (1836) (sinonimo = subsp. nummularium)
- Helianthemum vulgare Gaertner
- Helianthemum vulgare Gaertner subsp. fontis-romaei Sennen (1936) (sinonimo = subsp. nummularium)
- Helianthemum vulgare Gaertner subsp. serpillifolium (Miller) Nyman (1878) (sinonimo = subsp. nummularium)
- Helianthemum vulgare Gaertner var. genuinum Willk. pro parte (sinonimo = subsp. obscurum)
- Helianthemum vulgare Gaertner var. glabrum W.D.J.Koch (1922) (basionimo per subsp. glabrum)
- Helianthemum vulgare Gaertner var. heterophyllum Foucaud & Rouy in Rouy (1895) (sinonimo = subsp. nummularium)
- Helianthemum vulgare Gaertner var. hirsutum Foucaud & Rouy in Rouy (1895) (sinonimo = subsp. nummularium)
- Helianthemum vulgare Gaertner var. oblongifolium Foucaud & Rouy in Rouy (1895) (sinonimo = subsp. nummularium)
- Helianthemum vulgare Gaertner var. ovalifolium (Willk.) Foucaud & Rouy in Rouy (1895) (sinonimo = subsp. nummularium)
- Helianthemum vulgare Gaertner var. roseum Willk. (1861) (sinonimo = subsp. nummularium)
- Helianthemum vulgare Gaertner var. vulgare (sinonimo = subsp. nummularium)

### Specie simili
- Helianthemum canum (L.) Baumg subsp. canum – Eliantemo candido: è una pianta ricca di tomento (anche peli stellati); le foglie sono prive di stipole; l'infiorescenza è più ricca di fiori.
- Helianthemum oelandicum (L.) DC. subsp alpestre (sinonimo = H. alpestre (Jacq.) DC.) - Eliantemo (rupino) alpestre: è più basso e più piccolo; le foglie sono prive di stipole; vegeta a quote più alte.
- Helianthemum croceum (Desf.) Pers. - Eliantemo color zafferano: la pagina superiore delle foglie si presenta con peli di tipo stellato; i petali sono più aranciati; vegeta solo al sud.

## Usi

### Giardinaggio
Data la grande facilità con cui la specie può variare si sono originate almeno una dozzina si cultivar sfruttate dai giardinieri. Sono piante rustiche (di facile impianto) che decorano eccellentemente i muri o i giardini di tipo roccioso se sono messe opportunamente in condizioni di riparo dai venti freddi del nord.

## Galleria d'immagini

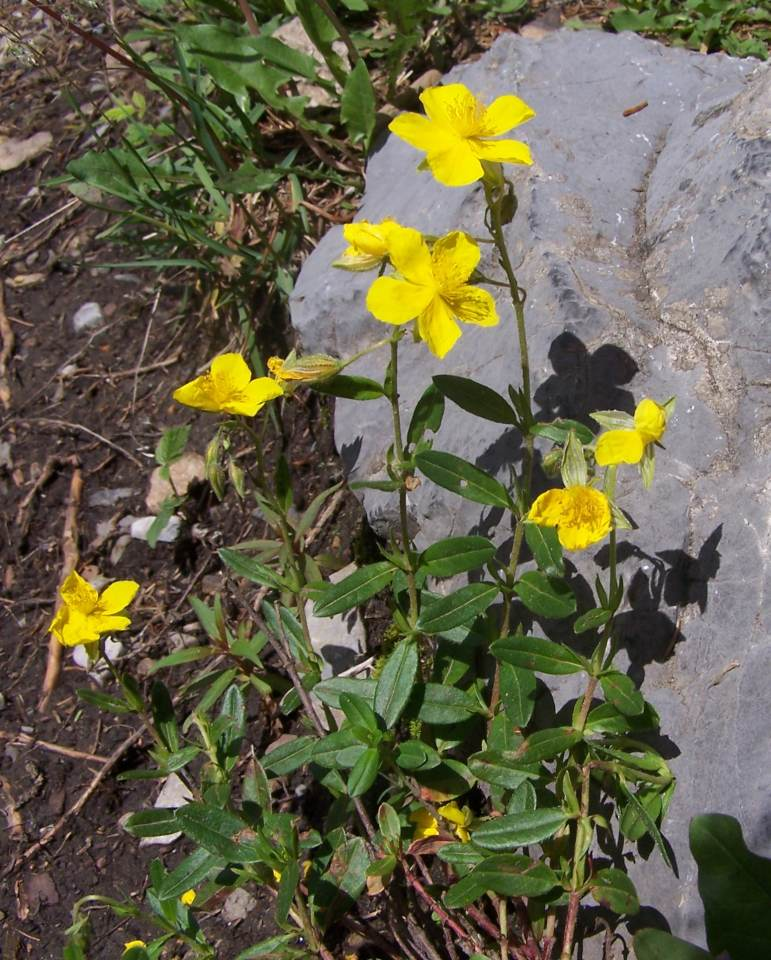
Subsp. grandiflorum
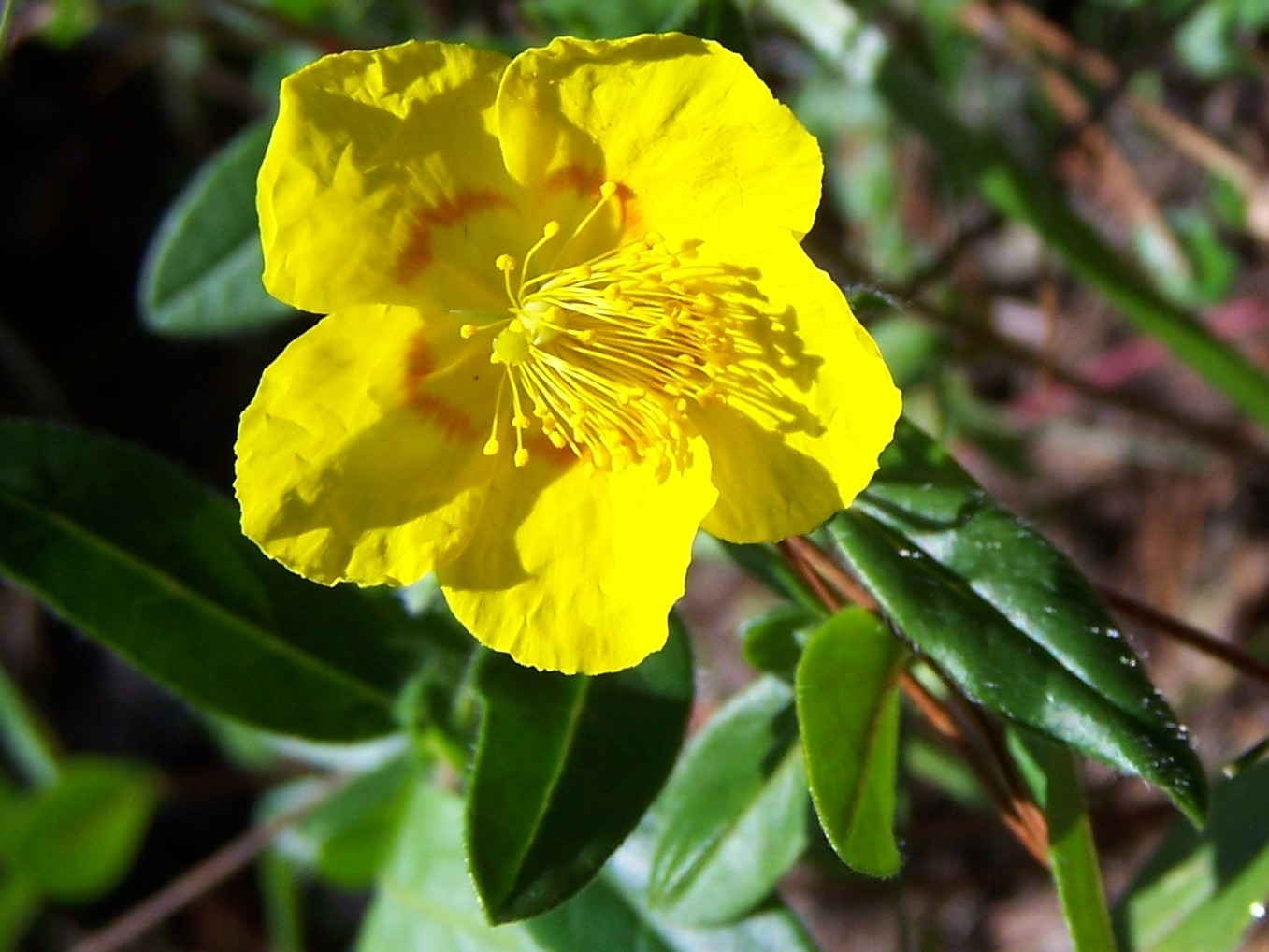
Subsp. grandiflorum
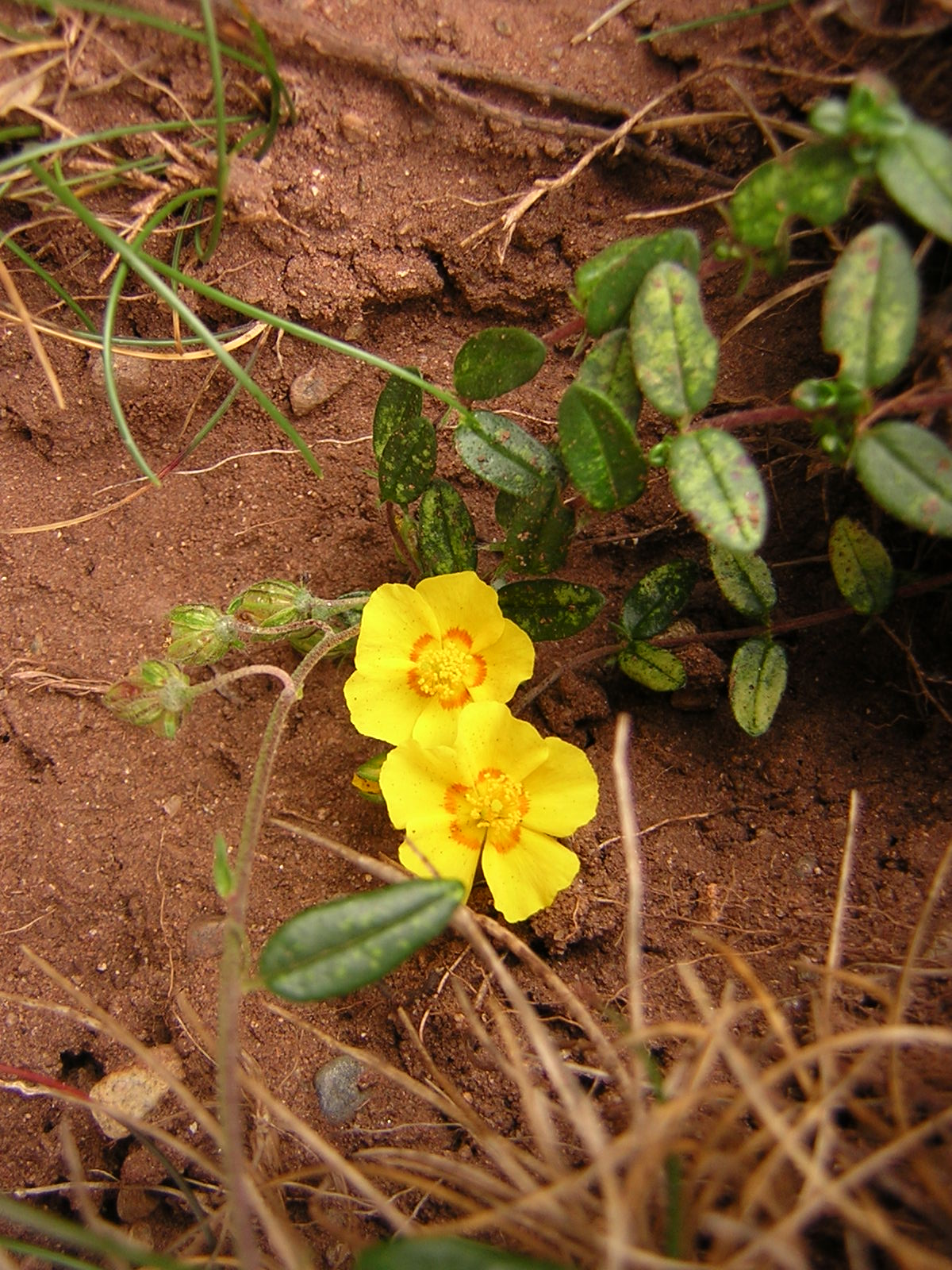
Subsp. nummularium
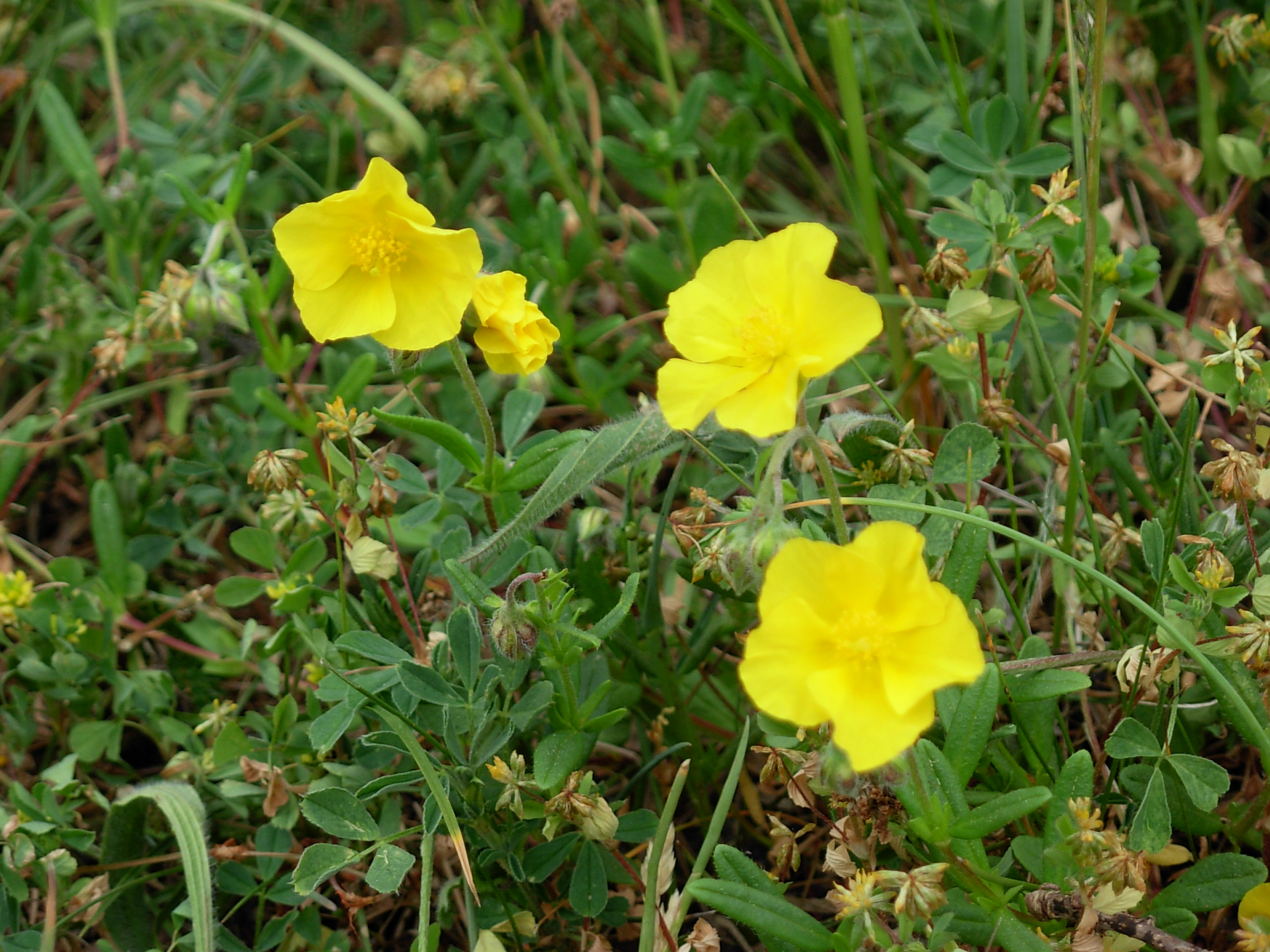
Subsp. nummularium
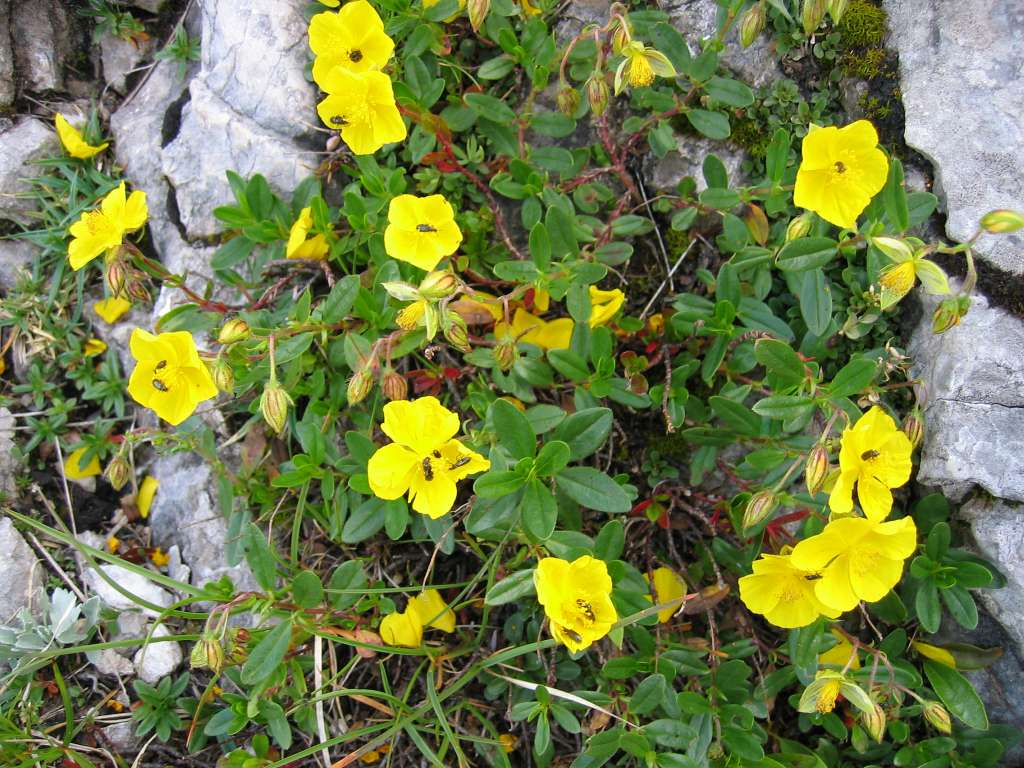
Subsp. glabrum
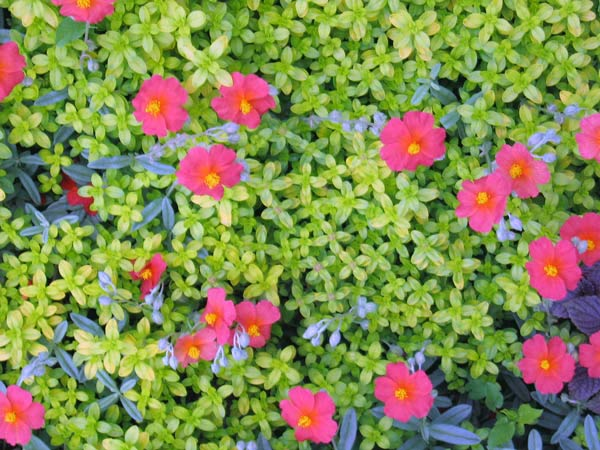
Cultivar
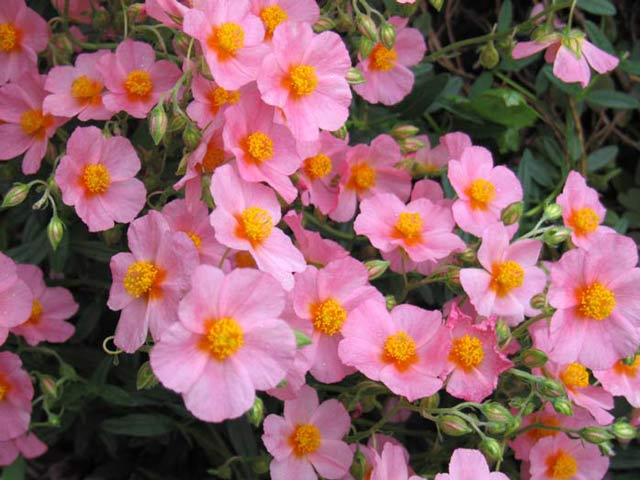
Cultivar